# LST-1 (戦車揚陸艦)
LST-1 (USS LST-1) は、アメリカ海軍の戦車揚陸艦。390隻建造されたLST-1級戦車揚陸艦の1番艦。
LST-1は1942年7月20日にペンシルベニア州ピッツバーグのドラヴォ・コーポレーションで起工し、1942年9月7日にローレンス・T・ハウゲン夫人によって進水し、1942年12月14日にW・L・チェスマン大尉の指揮下就役した。
第二次世界大戦の間、LST-1はヨーロッパ戦線に配備され、以下の作戦に参加した。
- ハスキー作戦（1943年7月）
- アヴァランチ作戦（1943年9月）
- アンツィオの戦い（1944年1月-3月）
- ノルマンディー上陸作戦（1944年6月）

LST-1は1946年5月21日に退役し、1946年6月19日に除籍された。1947年12月5日にニュージャージー州バーバーのシップス・パワー・アンド・エクイップメント・カンパニーにスクラップとして売却された。
LST-1は第二次世界大戦の戦功で4個の従軍星章を受章した。

## 参照
- この記事はアメリカ合衆国政府の著作物であるDictionary of American Naval Fighting Shipsに由来する文章を含んでいます。
- “LST-1”. Dictionary of American Naval Fighting Ships. 2007年4月1日閲覧。
- “LST-1”. Amphibious Photo Archive. 2007年4月1日閲覧。

## 関連項目

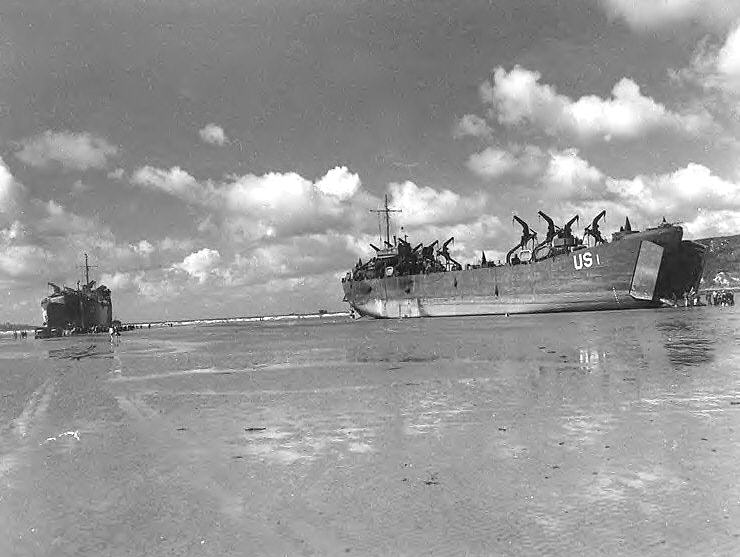
LST-1（右）とLST-292、ブルターニュ北方のサン・ミシェル・エン・グレーヴで、1944年9月。